# Weidenau

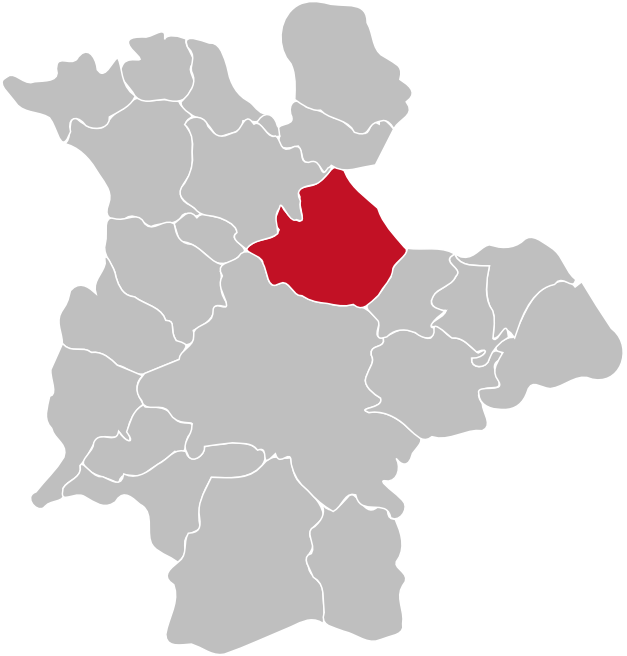
Localisation de Weidenau à Siegen.

Weidenau était une ville allemande située au nord de Siegen, dans la plaine du Sieg. C'est depuis 1975 un district de Siegen.
Gustav Wilhelm von Achenbach y meurt en 1911.
L'Université de Siegen est située à Weidenau.

## Démographie
La population de la ville est en constante augmentation de 1818 à 2001. Depuis, elle stagne aux alentours de 15 000 habitants, tout en étant en légère baisse.
| Année      | 1818 | 1885 | 1905 | 1910 | 1925   | 1931   | 1933   | 1939   | 1950   | 2001   | 2008   | 2009   | 2010   |
| ---------- | ---- | ---- | ---- | ---- | ------ | ------ | ------ | ------ | ------ | ------ | ------ | ------ | ------ |
| Population | 1244 | 5503 | 8398 | 9365 | 10.913 | 10.913 | 11.087 | 12.325 | 15.026 | 17.761 | 15.303 | 15.250 | 15.064 |